# Umago
Umago (in croato Umag, in veneto Umago) è una città della Croazia di 13 597 abitanti, appartenente alla Regione Istriana.

## Geografia fisica

### Territorio
Umago è il comune più occidentale della Croazia.

### Clima
Il clima è di tipo mediterraneo, caratterizzato da inverni piuttosto miti ed estati calde ma non torride.
| Umago               | Mesi | Mesi | Mesi | Mesi | Mesi | Mesi | Mesi | Mesi | Mesi | Mesi | Mesi | Mesi | Stagioni | Stagioni | Stagioni | Stagioni | Anno  |
| Umago               | Gen  | Feb  | Mar  | Apr  | Mag  | Giu  | Lug  | Ago  | Set  | Ott  | Nov  | Dic  | Inv      | Pri      | Est      | Aut      | Anno  |
| ------------------- | ---- | ---- | ---- | ---- | ---- | ---- | ---- | ---- | ---- | ---- | ---- | ---- | -------- | -------- | -------- | -------- | ----- |
| T. max. media (°C)  | 7,7  | 9,3  | 12,5 | 16,2 | 20,9 | 24,5 | 27,2 | 27,0 | 23,3 | 18,8 | 13,0 | 9,1  | 8,7      | 16,5     | 26,2     | 18,4     | 17,5  |
| T. min. media (°C)  | 3,0  | 3,7  | 5,9  | 8,9  | 13,2 | 16,8 | 19,3 | 19,1 | 16,0 | 12,1 | 7,3  | 4,2  | 3,6      | 9,3      | 18,4     | 11,8     | 10,8  |
| Precipitazioni (mm) | 75   | 70   | 71   | 90   | 80   | 88   | 66   | 91   | 107  | 94   | 115  | 84   | 229      | 241      | 245      | 316      | 1 031 |

## Origini del nome
Durante il periodo romano era chiamata in latino Humagum. Nei secoli successivi fu nominata come Humago, Omago, Mugav, finché si sviluppò il nome Umago e in seguito Umag, in croato.

## Storia

### Età antica
Sorta tra il II ed il III secolo a.C., probabilmente su un insediamento celtico, dopo il dominio romano fece parte dei regni di Odoacre e di Teodorico, durante i quali subì saccheggi e distruzioni. Passò alle dipendenze di Bisanzio tra il VI e il VII secolo, quindi a quelle del Sacro Romano Impero, sotto il quale conobbe un periodo di decadenza e carestie. Nel 1180 passò al Patriarcato di Aquileia: in questo periodo subì continui saccheggi per opera di pirati dalmati e narentani.

### La dedizione a Venezia
Nel 1269 la città decise di assoggettarsi alla Repubblica di Venezia: dapprima fu una formale dedizione, mentre dal 1307, in seguito agli accordi presi con il Patriarcato alla pace di Treviso, ne divenne ufficialmente un possedimento, rimanendo tale fino alla caduta della Serenissima nel 1797. Durante i cinque secoli veneziani Umago subì diverse epidemie che la resero semi-deserta, allorché nel 1540 i veneziani tentarono di ripopolarne il territorio con famiglie morlacche, albanesi, dalmate e greche. Nel XVII secolo altre pestilenze, nonché ulteriori saccheggi da parte dei saraceni, portarono nuova desolazione; al crollo della Repubblica di San Marco la città contava appena 700 abitanti, mentre le campagne circostanti erano perlopiù abbandonate e insalubri, in balia di piccoli proprietari terrieri di origine veneta, greca, montenegrina e croata. Le famiglie originarie si erano quasi completamente estinte e in generale, nell'umaghese, si parlava un dialetto slavo molto influenzato dal latino, dal veneto e dall'italiano.

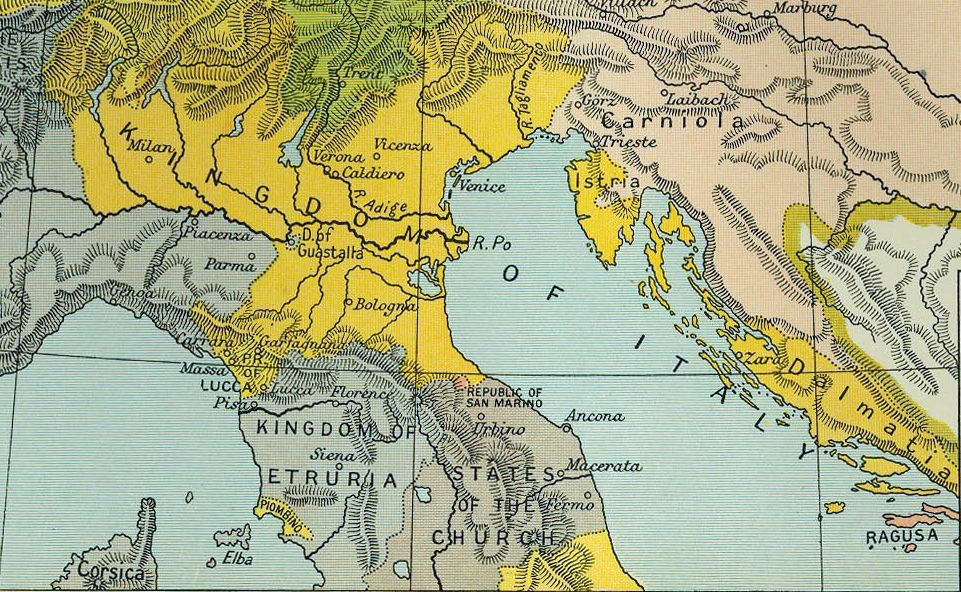
Mappa del Regno d'Italia Napoleonico

### L'Austria e la parentesi napoleonica
Nel 1797 Umago fu annessa, assieme al resto dell'Istria, all'Impero austriaco in seguito al Trattato di Campoformio. Nel 1805 fu occupata dall'esercito napoleonico e assegnata al Regno d'Italia. Nel 1809 ribelli antifrancesi di Capodistria e Rovigno guidati dall'emigré monarchico Jean-Gabriel Le Terrier sbarcarono a Umago, ma furono sconfitti dalle truppe napoleoniche provenienti da Trieste e Le Terrier fu giustiziato. Con il Trattato di Schönbrunn Umago fu quindi assegnata alle Province Illiriche assieme al resto dell'Istria, tornando di nuovo sotto l'Impero austriaco dopo la sconfitta di Napoleone nel 1813 e rimanendovi fino al suo crollo nel 1918.

### La sovranità italiana e l'occupazione nazista

Il Regno d'Italia nel 1919

Già al censimento austriaco del 1910 la popolazione di Umago si era dichiarata in larga parte di madrelingua italiana. Al termine della prima guerra mondiale la città fu dunque annessa assieme al resto dell'Istria al Regno d'Italia. Durante le elezioni del 1921 gli umaghesi subirono violenze e intimidazioni da parte degli squadristi di Parenzo.
Dal 1923 Umago fece parte della neo-costituita provincia dell'Istria (o di Pola); in questo periodo furono realizzati i collegamenti alla linea elettrica e ad un ramo dell'acquedotto istriano, quest'ultimo evento ancora oggi ricordato come un momento storico. Nella seconda guerra mondiale, dopo l'insurrezione popolare seguita all'8 settembre 1943, divenne parte dell'OZAK controllata dai nazifascisti, dai quali fu liberata il 6 maggio 1945, data ancora oggi celebrata nella città.

### L'amministrazione jugoslava e l'esodo

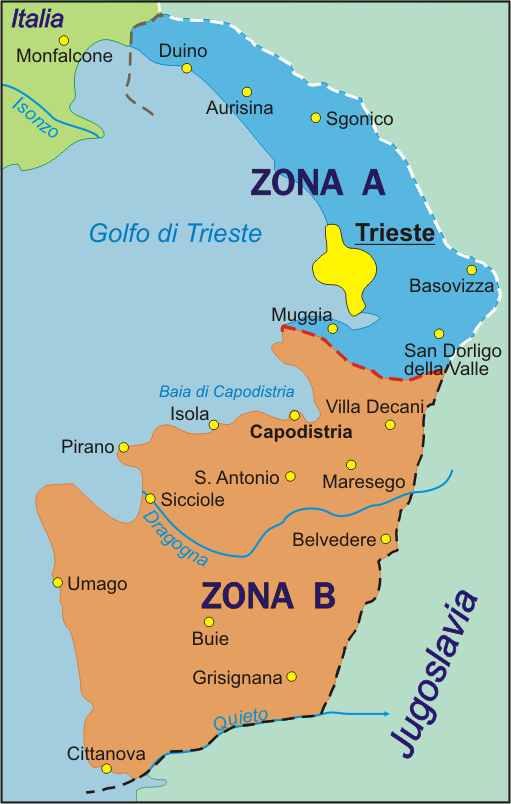
Mappa del Territorio Libero di Trieste

Nel 1947 Umago entrò a far parte della Zona B del Territorio Libero di Trieste, amministrata a livello civile e militare dalla Repubblica Socialista Federale di Jugoslavia. Prima del Trattato di Parigi, secondo quanto denunciato dal CLN istriano, le autorità jugoslave smantellarono le infrastrutture industriali locali per trasferirle nell'Istria interna o altrove in Jugoslavia, in vista della costituzione del TLT. Nello specifico di Umago, furono asportati i macchinari di un oleificio e di una fabbrica di conserve. Anche il comparto agricolo locale reagì negativamente ai provvedimenti di collettivizzazione. Una forte depressione economica colpì la zona e l'amministrazione jugoslava invano cercò di arrestarla con la costruzione ad Umago di un cementificio e l'incremento del settore della marineria con l'acquisto di nuovi natanti. Si verificò quindi un costante decremento della popolazione cittadina e contadina, che divenne una vera e propria emorragia a seguito dell'8 ottobre 1953 (nota bipartita anglo-americana), aggravata dalle violenze e dalle intimidazioni che soprattutto in seguito alle tensioni diplomatiche internazionali italo-jugoslave colpirono la nutrita comunità italiana, allora largamente maggioritaria nell'umaghese. Fino al 1956 si ebbe quindi l'esodo della maggioranza dei suoi abitanti. Un processo migratorio minore continuò ufficialmente fino al 1961, ma ulteriori trasferimenti si ebbero negli anni successivi, ribaltando il rapporto tra componenti etniche e ponendo quella italiana per la prima volta in minoranza. Nel 1954, con il Memorandum di Londra, la Zona B divenne ufficialmente amministrazione fiduciaria jugoslava; furono ripristinate le istituzioni italiane e il bilinguismo, gravemente compromessi negli anni precedenti, iniziando un lento ed altalenante percorso di riconciliazione tra la comunità italiana e quella croata. Nel maggio 1969 si tennero ad Umago le celebrazioni per il venticinquesimo anniversario della fondazione dell'Unione degli Italiani d'Istria e Fiume.

### Dalla Jugoslavia alla Croazia
Nel 1975, con il trattato di Osimo, Umago entrò anche de jure nella Repubblica Socialista di Croazia, all'interno della Jugoslavia. In questo periodo Umago incominciò un periodo di rilancio turistico, interrotto temporaneamente dalle guerre jugoslave. Dal 1991 divenne una città della Repubblica indipendente di Croazia.

## Monumenti e luoghi d'interesse

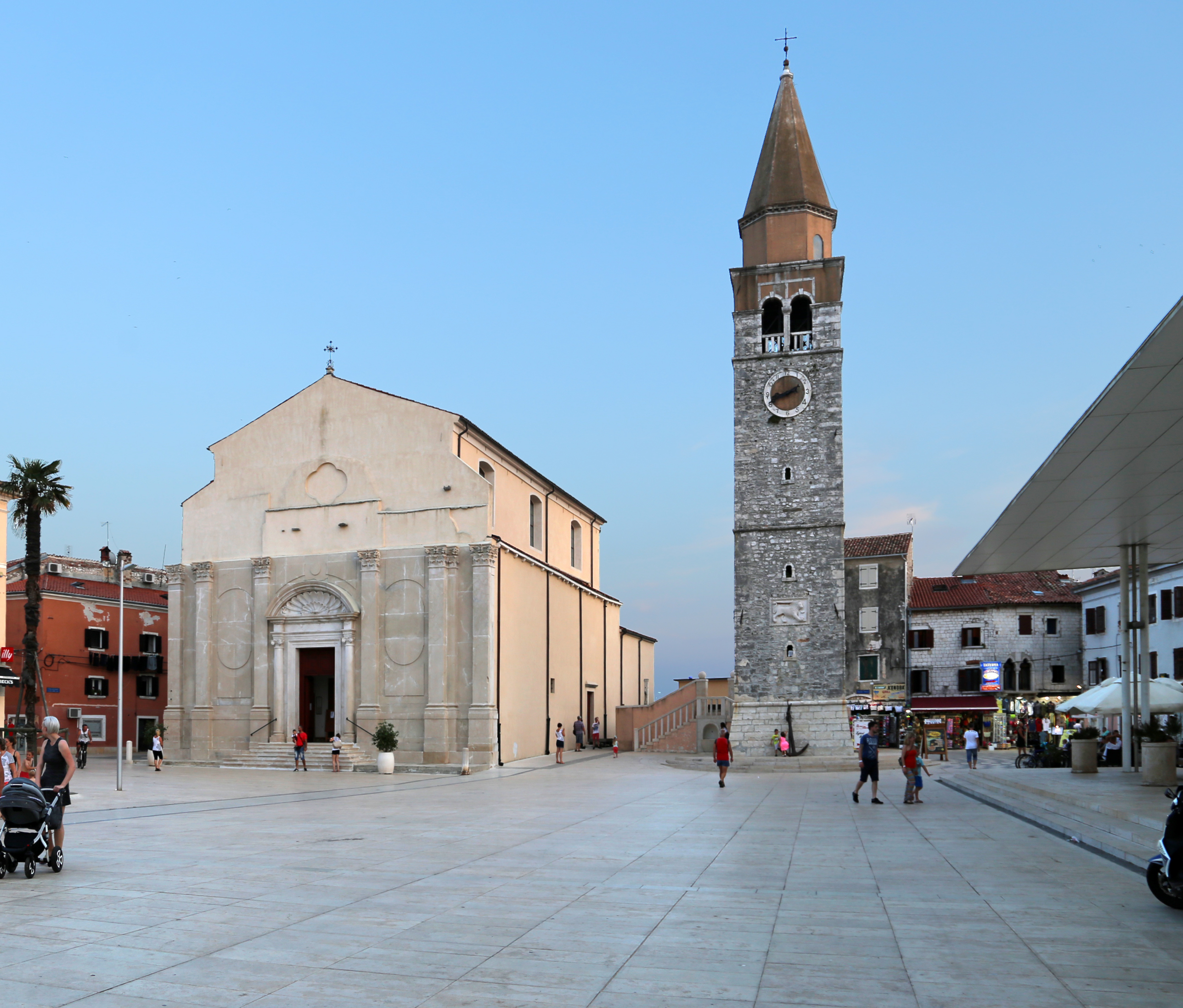
La Chiesa dell'Assunzione della Beata Vergine Maria e di San Pellegrino

### Architetture religiose
- Chiesa dell'Assunzione della Beata Vergine Maria e di San Pellegrino, situata nella piazza centrale del paese, fu rifatta nelle forme attuali nel XVIII secolo.
- Chiesa di San Rocco, costruita nel XVI secolo.
- Chiesa di San Pellegrino, a nord dell'abitato, presso la spiaggia omonima.
- Chiesa della Madonna della Neve, nella frazione di Materada.
- Chiesa di San Lorenzo, nella frazione di San Lorenzo di Daila.
- Chiesa di San Giovanni Evangelista, nella frazione di Salvore.
- Chiesa di San Giovanni Battista, nella frazione di San Giovanni della Corneta (o di Corneto - Sveti Ivan Kornetski) di Cresine. L'edificio romanico del XV secolo è sorto nei pressi dell'antico monastero benedettino di San Giovanni del Corneto[14][15], dipendente dall'abbazia di San Giovanni Battista di Daila. Appena dietro alla chiesa vi sono i resti del sito archeologico di età romana.
- Chiesa della Madonna Misericordiosa, nella frazione di Madonna del Carso.

### Sito archeologico di S. Giovanni
Il sito archeologico romano di San Giovanni della Corneta (o Corneto) di Cresine è situato sulla costa a sud di Umago; l'epoca storica va dal I al IV secolo a.C. Il sito comprende una villa romana con il pavimento riscaldato, appena dietro la chiesa di San Giovanni, le terme decorate con pregevoli mosaici e un oleificio. Durante gli scavi del 2008, su 200 metri quadri vengono ritrovate nove stanze di edifici romani, nonché oggetti vari in ceramica e argento e altri oggetti personali: aghi in osso per le acconciature delle signore e diversi contenitori, sia in vetro che in ceramica, per oli balsamici e profumi, e pietre particolari probabilmente usate nelle terme.

### Villaggio eneolitico a Zambrattia
Sito eneolitico posto a Zambratta di Salvore, risalente a 3.500 anni avanti Cristo.

### Rovine archeologiche di Sipar
A pochi chilometri a nord della città si trovano le rovine dell'antica Sipar.

## Società

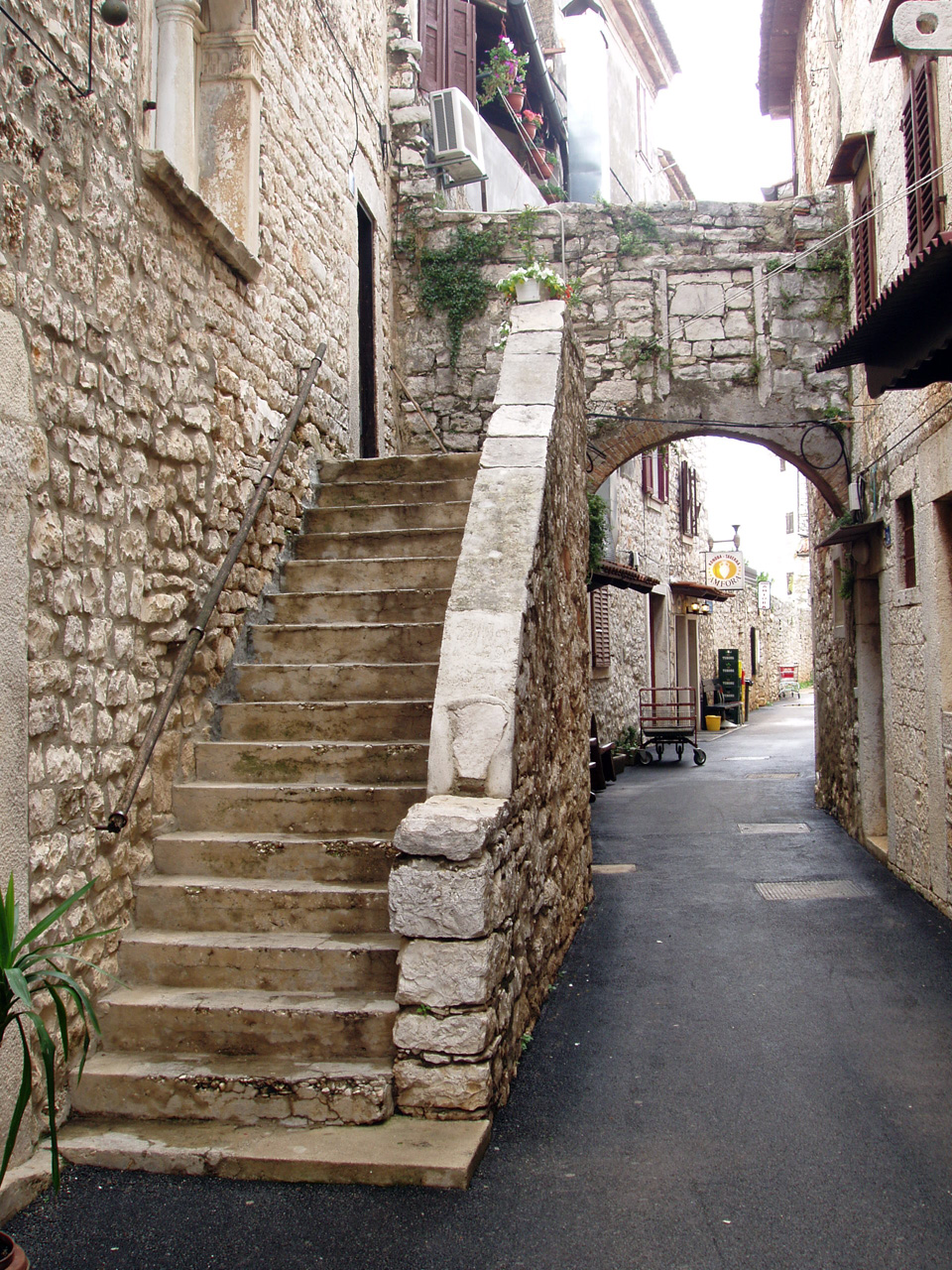
Umago, scorcio

### Evoluzione demografia
Dati riferiti alla sola Umago, senza le località secondarie.
| Evoluzione demografica | Evoluzione demografica | Evoluzione demografica | Evoluzione demografica | Evoluzione demografica | Evoluzione demografica | Evoluzione demografica | Evoluzione demografica | Evoluzione demografica | Evoluzione demografica | Evoluzione demografica | Evoluzione demografica | Evoluzione demografica | Evoluzione demografica | Evoluzione demografica | Evoluzione demografica |
| ---------------------- | ---------------------- | ---------------------- | ---------------------- | ---------------------- | ---------------------- | ---------------------- | ---------------------- | ---------------------- | ---------------------- | ---------------------- | ---------------------- | ---------------------- | ---------------------- | ---------------------- | ---------------------- |
| 1857                   | 1869                   | 1880                   | 1890                   | 1900                   | 1910                   | 1921                   | 1931                   | 1948                   | 1953                   | 1961                   | 1971                   | 1981                   | 1991                   | 2001                   | 2011                   |
| 1844                   | 1970                   | 1515                   | 1440                   | 1629                   | 1837                   | 3430                   | 3746                   | 1909                   | 2839                   | 3326                   | 4520                   | 6205                   | 7718                   | 7769                   | 7093                   |

### La presenza autoctona di italiani
È presente una comunità di italiani autoctoni che rappresentano una minoranza residuale di quelle popolazioni italofone che abitarono per secoli la penisola dell'Istria e le coste e le isole del Quarnaro e della Dalmazia, territori che appartennero alla Repubblica di Venezia. La presenza di italiani a Umago è drasticamente diminuita in seguito all'esodo giuliano dalmata che avvenne dopo la seconda guerra mondiale e che fu anche cagionato dai massacri delle foibe.
Secondo il censimento del 1921, su 6336 cittadini, 6335 erano di lingua italiana, un solo residente di lingua slovena e nessuno di lingua croata. Nonostante l'esodo, è presente una numerosa comunità italofona, pari a circa il 20% dell'intera popolazione che fa riferimento alle locali Comunità degli Italiani di Umago "Fulvio Tomizza" nella cittadina e alle Comunità degli Italiani di Matterada, Comunità degli Italiani di Salvore e Comunità degli Italiani di San Lorenzo-Babici, nelle omonime frazioni. I sodalizi aderiscono all'Unione Italiana. Attualmente le lingue ufficiali della città e del comune sono il croato e l'italiano.

### Lingue e dialetti
Template:Ripartizione linguistica, anno 2001
Template:Ripartizione linguistica, anno 2011

## Cultura

### Eventi
Dal 2000 Umago è una delle tre sedi del Forum Tomizza, manifestazione interculturale ideata dallo scrittore Milan Rakovac, traduttore in croato delle opere di Fulvio Tomizza.

### Istruzione

#### Musei
- Museo di Umago, situato nella Torre del Vescovo, costruzione difensiva del XIV secolo[20].

## Geografia antropica

### Località

Foto della biblioteca de Franceschi, situata nella piccola Seghetto (frazione di Umago), chiusa per volere del governo della Jugoslavia nel dopoguerra. I libri in parte andarono persi ed in parte furono trasferiti a Fiume.

Il comune di Umago è un centro turistico diviso in 23 insediamenti:
| - Babici (Babići) - Bassania (Bašanija) - Cattoro (Katoro) - Cipiani (Čepljani) - Cresine (Križine) - Finida - Giubba (Đuba) - Giurizzani (Juricani) - Madonna del Carso (Sveta Marija na Krasu) - Matterada (Materada) - Metti (Kmeti) - Monterol | - Monterosso (Crveni Vrh) - Morno [Morino] (Murine) - Petrovia (Petrovija) - Salvore (Savudrija) - San Lorenzo (Lovrečica) - Seghetto (Seget) - Umago (Umag), sede comunale - Valizza (Valica) - Vardizza (Vardica) - Villania (Vilanija) - Zacchigni (Zakinji) - Zambrattia (Zambratija) |

## Economia

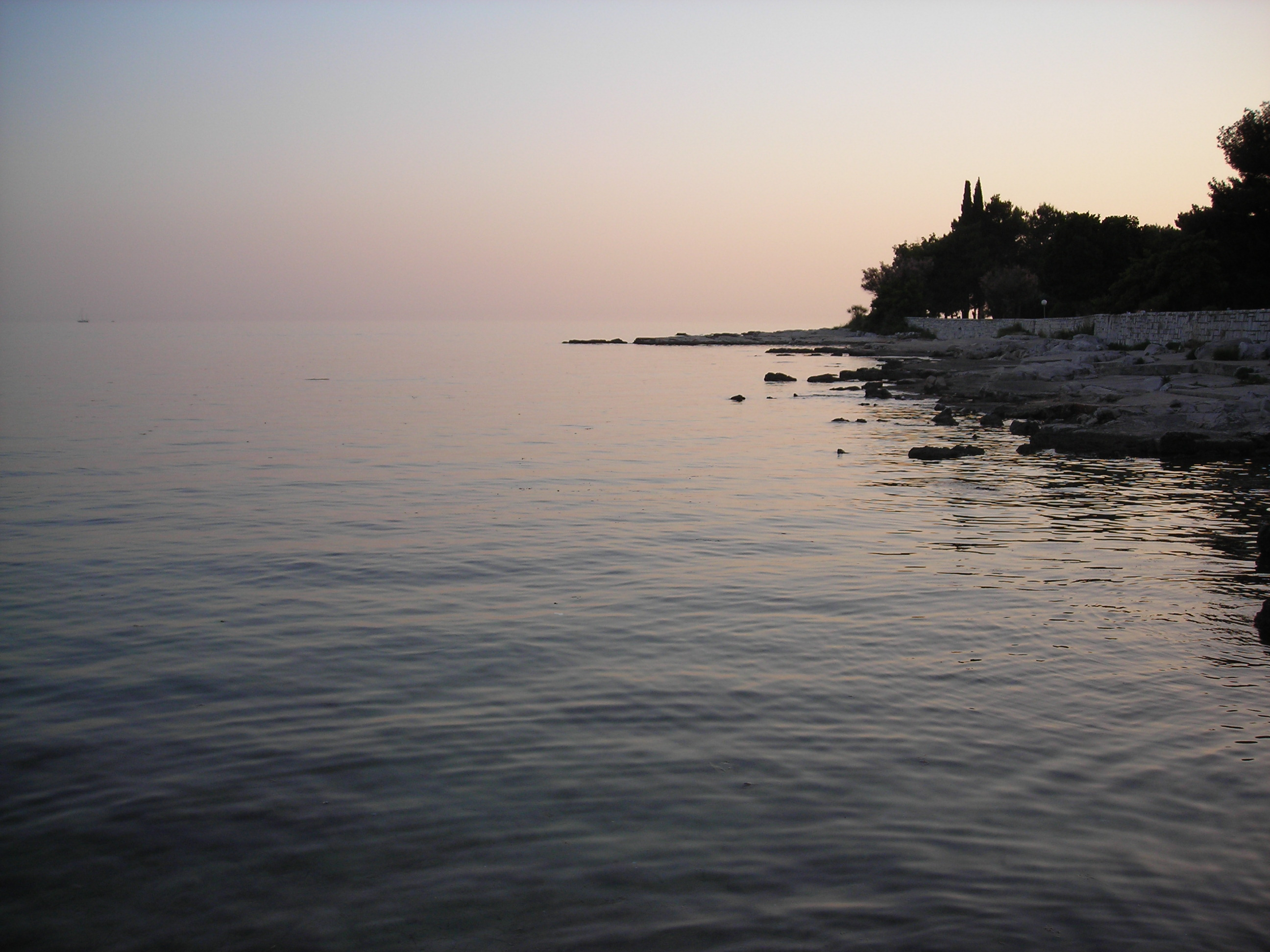
Vista del mare di Umago al tramonto

Umago è una delle principali località turistiche dell'Istria croata. Le bellezze naturali e la posizione geografica sono stati fondamentali per lo sviluppo del turismo.
Il terreno fertile delle campagne umaghesi, così come il clima temperato, sono particolarmente adatto per la coltivazione di olivi e viti. Umago, anche se non fa parte dell'Italia, fa parte dell'Associazione Città del Vino, la quale riunisce tutti i comuni italiani che producono vino di buona qualità.

## Amministrazione

### Gemellaggi
- Mussolente
- Noventa Padovana

## Sport

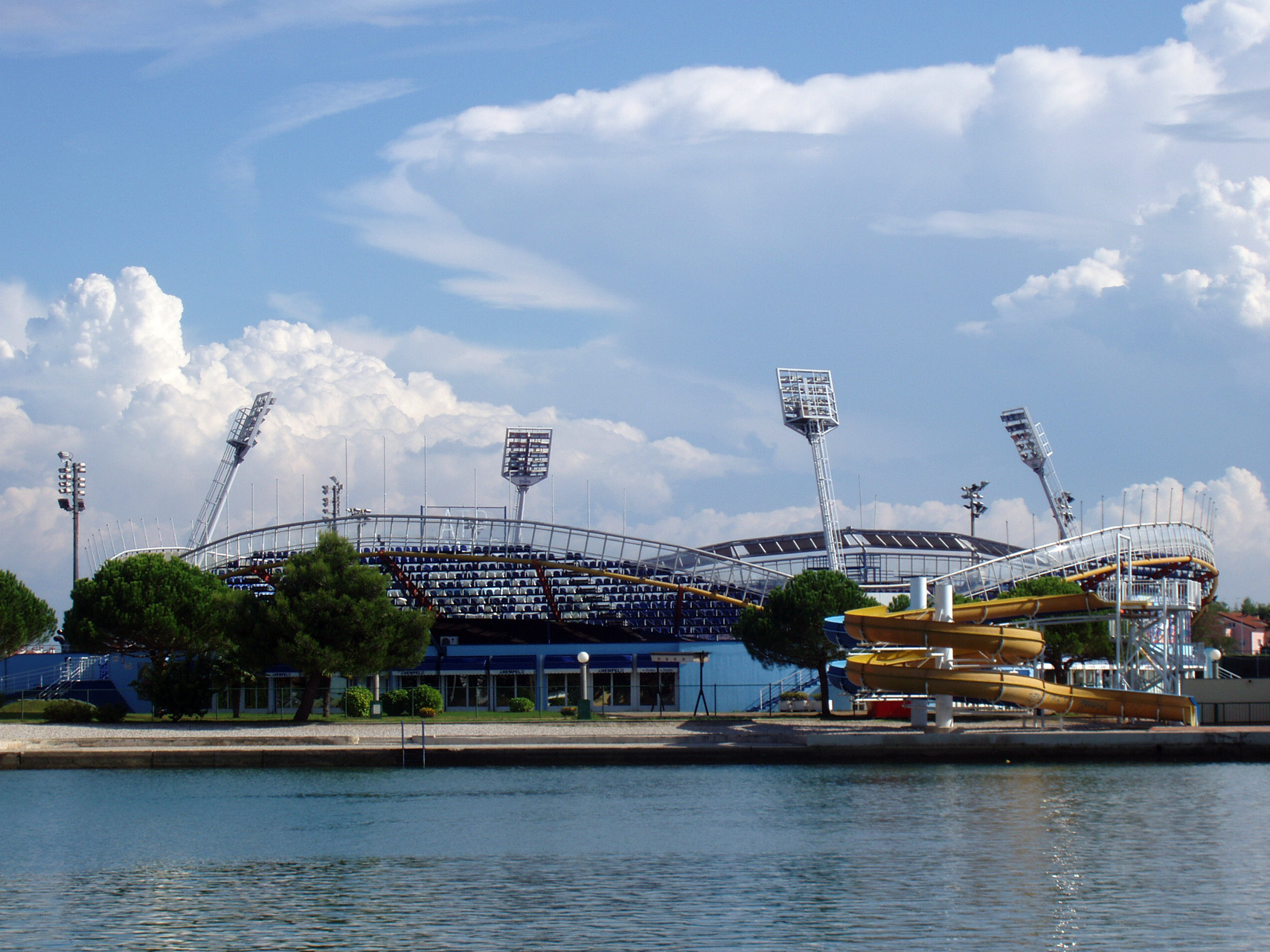
Arena nella quale si svolge il Međunarodno prvenstvo Hrvatske u tenisu

La cittadina ospita il Croatia Open Umag, un campionato internazionale di tennis che si tiene ogni anno a partire dal 1990. È un torneo Atp 250 dove si affrontano grandi giocatori e il montepremi complessivo si aggira sul mezzo milione di euro. Nel torneo possono gareggiare solamente atleti uomini.
Carlos Moyá è il giocatore che è riuscito ad aggiudicarsi più volte il torneo (cinque: nel 1996, 2001, 2002, 2003 e 2007) e quello capace di vincerlo più volte consecutivamente.